# Pristimantis moro
Pristimantis moro är en groddjursart som först beskrevs av Savage 1965.  Pristimantis moro ingår i släktet Pristimantis och familjen Strabomantidae. IUCN kategoriserar arten globalt som livskraftig. Inga underarter finns listade i Catalogue of Life.